# Synthèse de Müller-Rochow
Pour les articles homonymes, voir Müller et Rochow.

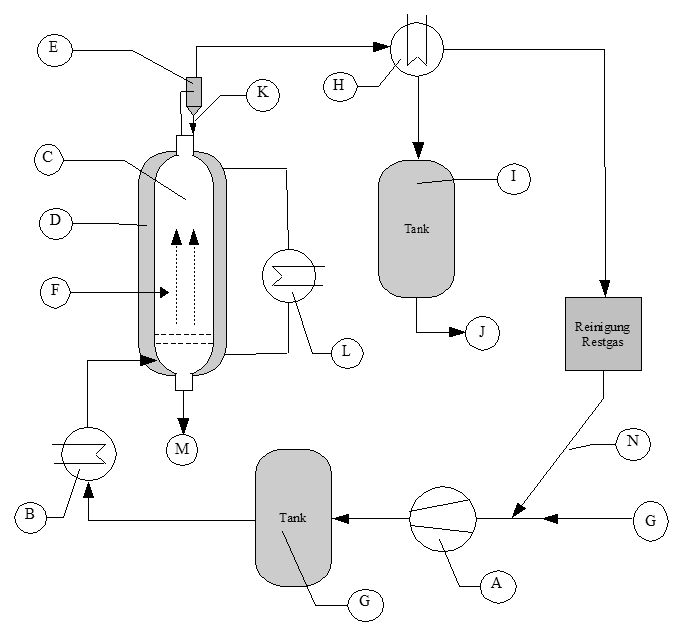
Schéma de la synthèse de Müller-Rochow

La synthèse de Müller-Rochow est une procédure de fabrication à l'échelle industrielle des silanes de chlorure de méthyle qui a été développée en mai 1940 par le chimiste américain Eugene G. Rochow (en) et le chimiste allemand Richard Muller (en). 
Pour faire réagir du silicium et du chlorure de méthyle (CH3Cl), on utilise souvent un catalyseur au cuivre à très haute température (300 °C). On obtient alors des silanes, notamment le diméthyldichlorosilane et le méthyltrichlorosilane, ces dérivés donneront (grâce à une hydrolyse aqueuse) naissance aux silicones,
La présence d'eau décompose les produits en générant du chlorure d'hydrogène.
(CH₃)₂SiCl₂ + 2 H₂O -> (CH₃)₂Si(OH)₂ + 2 HCl